# وانشان (روستا)
وانِشان، روستایی از توابع شهرستان گلپایگان واقع در استان اصفهان است.

## مردم
مردم این روستا به گویش وانشانی از زبان های ایران مرکزی سخن می گویند.

## گردشگری

قلعهٔ روستای وانشان
چشمهٔ لمبی
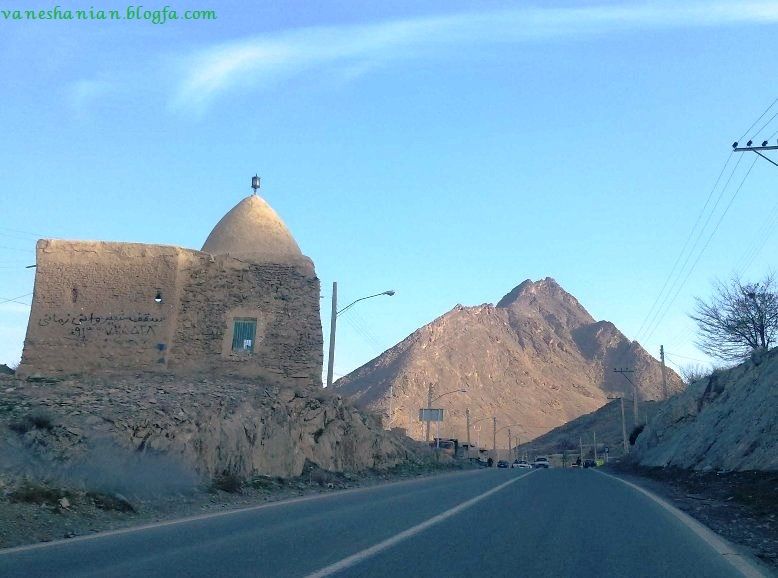
مقبره سید کرار
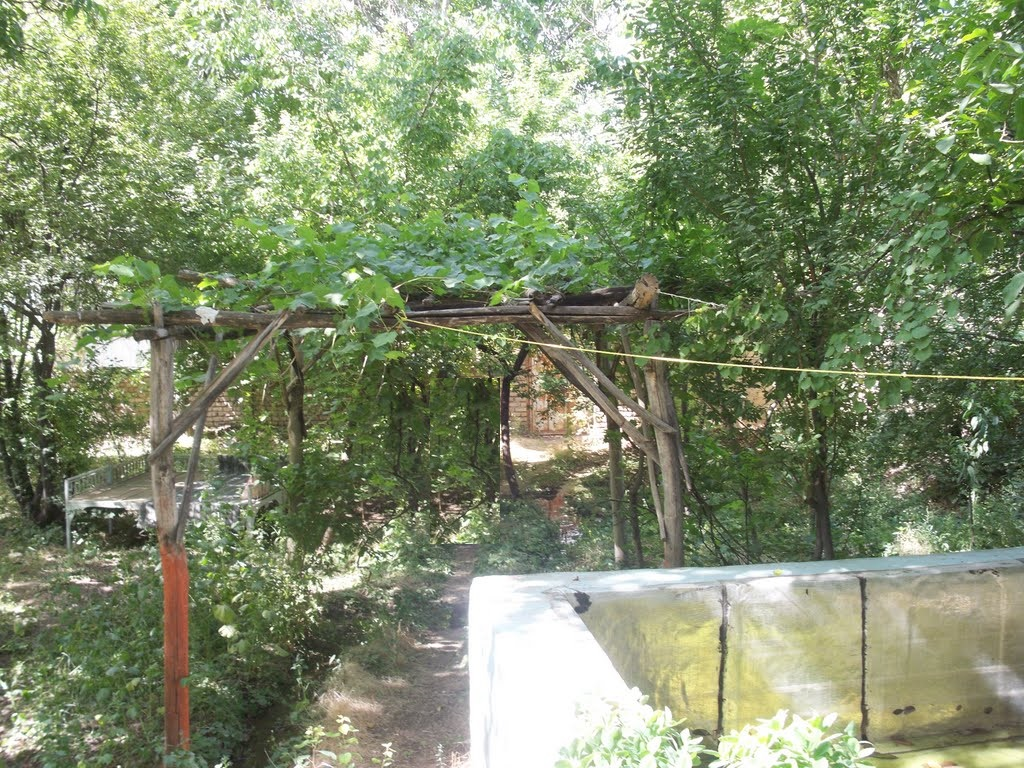
باغ‌های وانشان